# Архимандрит Прокопије (Бујишић)
Прокопије (рођен Бујишић, Пљевља, 18. октобар 1838 - Милешева, 1914) био је српски архимандрит и један од вођа у ратовима за ослобођење од Турака у периоду 1876-1878 године.

## Биографија
Родио се у Херцеговини у побожној породици, научио је читати и писати у манастиру, па је тако, проводећи ту доста времена, заволео манастирски живот. Био је манастирски искушеник до 1866. године, када се замонашио, а потом га у манастиру Тројици херцеговачки Митрополит Прокопије произведе за јерођакона и 5. септембра 1866. за јеромонаха. Године 1870. босански Митрополит Пајсије у сарајевској Саборној цркви произведе га истог дана за игумана и за архимандрита и постави га за старешину манастира Бање.

## Устанак у Босни
Како је положај манастира Бање такав да се налази близу српско-босанске границе ту се окупљало доста света, како из Србије и Старе Србије, тако и из Босне. На једном сабору на дан Св. Илије 1875. године, када се у тим крајевима већ увелико говорило у устанку, архимандрит Прокопије је после службе задржао све виђеније људе у цркви. Ту су се договарали о заједничком деловању у устанку и сарадњи са првацима из других крајева. Како се време устанка приближавало архимандрит Прокопије са другим устанцима напише овакву прокламацију из 15. августа 1875. године: 
Српском народу у Босни, Ерцеговини и Старој Србији
Поздрав,
Нека знају сви народи, нека чују сви људи, да је српски народ створен да у слободи живи.
Браћо!
Давно је било Косово. Од тада неправде, глобе и велика безакоња трулих Османлија Турака још трпи српски народ. Српска стопа земље заливена је сузама и крвљу наших прађедова. Још вјеру, слободу, образ и огњиште потомака Немањића и Обилића каљају копитама турски атови на стид и срамоту читавог народа српског. Време је да осветимо Косово. Време је да престанемо бити турска раја. Браћа наша на Неретви потоцима прољевају крв. Јуначка Крајина коље своје крвопије. Чуј народе све три вјере! Встај на оружје! Рат је ово за слободу и права читавог народа. Свака вјера, свачије право, образ и имање биће нам светиња. Ко буде непријатељ овоме рату за слободу, крстио се или клањао, главом ће као издајица свог народа платити.
Зато устајте сложно на оружје синови Босне, Ерцеговине и Старе Србије. Зулумћарском крвљу прелијте огњиште ваших прађедова. Земља је ова старина наша, право је наше, Бог је с нама, побједа је на нашој страни, само јуначки и сложно удримо браћо на наше крвнике.
Живио српски народ, живела слобода, живели јунаци!
Живела слободна Босна, Ерцеговина и Стара Србија!
Са многобројним устаницима из Вишеграда, Нове Вароши, Пљеваља и других нахија, прошао је Прокопије 15. септембра 1875. српску границу. Са војводом Жарком Љешевићем долази у Ужицу и ту окупља сву војску са којом ће напасти и спалити Прибој. При угушивању устанка генерал Мехмед Али Паша за одмазду је запалио и порушио манастир Бању у септембру исте године. Она је у рушевинама све до 1902. године кадa je обновљена по дозволи султана Абдул Хамида Хана II, залагањем архимандрита Гедеона Марића, уз помоћ народа, као и уз материјалну помоћ Србије и Русије.
Напад на Нову Варош није успео, па се враћа у Србију када своју устаничку војску помеша са српским војницима и образује регуларне војничке јединице којима ће командовати архимандрит Дучић.
За заслуге у овом рату архимандрит Прокопије одликован је орденом Таковског крста, орденом Св. Саве II степена и медаљама за храброст.
По завршетку рата био је три године старешина манастира Клисуре, затим осам година старешина манастира Букова. За време његовог старешинства спровешће се велика обнова манастира, а на његову иницијативу и указом Краља Александра I Обреновића од 31. маја 1890. године, на делу манастирског имања које је дато држави под закуп, основана је 1891. године државна пољопривредна школа за винодеље и воћарство, у којој су међу првим учитељима били калуђери из манастира Букова.  Такође у овом манастиру био је и вероучитељ. Након тога постаје старешина манастира Петковица. 
Прокопије Бујишић је умро 1914. године у манастиру Милешеви.